# Legio V Urbana
La legio V Urbana era un'unità militare romana di epoca tardo repubblicana, che potrebbe essere stata formata dal console, Gaio Vibio Pansa, nel 43 a.C. e reclutata per difendere la città di Roma (Urbs), da cui il suo soprannome. In questo caso coinciderebbe con la legio V e potrebbe aver ricoperto un ruolo similare alla futura guardia pretoriana a difesa della capitale. Potrebbe anche coincidere con la legio V di Cesare.
Sembra che possa essere stata successivamente sciolta o lasciata al triumviro Marco Emilio Lepido, senza che sia chiaro quale sia stata la sua sorte negli anni successivi di guerra civile. Sappiamo soltanto che suoi veterani furono mandati in congedo nella città di Ateste (oggi Este, nell'attuale Veneto).